# Bataille de Belvoir
Croisades en Terre Sainte
La bataille de Belvoir ou bataille du Forbelet eut lieu en juillet 1182, entre la deuxième et la troisième croisade. La forteresse de Belvoir est situé près de Kokhav ha Yarden, approximativement à 10 kilomètres au sud du lac de Tibériade, sur la rive occidentale du Jourdain. La bataille eut lieu à proximité du château et de la bourgade de Forbelet. 
Parti du Caire le 11 mai, Saladin est à Damas le 22 juin sans avoir connu d'opposition de la part des Francs. En juillet il envahit la Samarie et la Galilée. Il arrive aux environs de Tibériade le 20 juillet et ses troupes pillent les environs de Baisan, Jenin et Acre. Les Francs se portent à leur rencontre. Il s'ensuit une bataille indécise.

## Sources
- (en) Robert Lawrence Nicholson, Joscelyn III and the fall of the crusader states 1134-1199, Leiden, Brill, 1973, 232 p. (ISBN 978-9-004-03676-5, lire en ligne)